# Nice to Meet Ya (Wes Nelson e Yxng Bane)
Nice to Meet Ya è un singolo del personaggio televisivo britannico Wes Nelson e del rapper britannico Yxng Bane, pubblicato il 1º aprile 2021.

## Video musicale
Il video è stato reso disponibile in concomitanza con l'uscita del brano.

## Tracce
Testi e musiche di Wes Nelson, Daecolm Holland, Ezekiel Oyewole e Guystone Menga.
Download digitale, streaming – 1ª versione
1. Nice to Meet Ya – 3:01

Download digitale, streaming – Instrumental
1. Nice to Meet Ya (Instrumental) – 3:01

Download digitale, streaming – Stripped
1. Nice to Meet Ya (Stripped) – 2:18

Download digitale, streaming – Paul Woolford Remix
1. Nice to Meet Ya (Paul Woolford Remix) – 3:13

Download digitale, streaming – 2ª versione
1. Nice to Meet Ya (con Loredana) – 3:01

## Formazione
- Wes Nelson – voce
- Yxng Bane – voce
- Daecolm Holland – cori
- Ayo Beatz – cori, basso, batteria, tastiera, sintetizzatore, produzione, registrazione
- Guy Buss – tastiera
- Jamie McEvoy – registrazione

## Classifiche

### Classifiche settimanali
| Classifica (2021) | Posizione massima |
| ----------------- | ----------------- |
| Austria           | 7                 |
| Germania          | 5                 |
| Grecia            | 65                |
| Irlanda           | 63                |
| Regno Unito       | 33                |
| Slovacchia        | 65                |
| Svizzera          | 7                 |

### Classifiche di fine anno
| Classifica (2021) | Posizione |
| ----------------- | --------- |
| Austria           | 61        |
| Germania          | 57        |
| Svizzera          | 84        |